# Aoria
Aoria is een geslacht van kevers uit de familie bladkevers (Chrysomelidae).
De wetenschappelijke naam van het geslacht werd in 1863 gepubliceerd door Joseph Sugar Baly.

## Soorten
- Aoria carinata Tan, 1993
- Aoria costata Tan, 1992
- Aoria lushuiensis Tang, 1992
- Aoria montana Tang, 1992
- Aoria nepalica Medvedev & Sprecher-Uebersax, 1997